# Gone (boek)
Gone - Verlaten is een sciencefictionboek voor tieners, geschreven door de Amerikaanse auteur Michael Grant. Het boek verscheen in 2008 en maakt deel uit van een zesdelige boekenserie, die ook in het Nederlands verschenen is.

## Verhaallijn
Op een normale schooldag, ergens in een stadje genaamd Perdido Beach en Stefano Rey, gebeurt er iets vreemds.
Sam Temple ziet tot zijn verbijstering zomaar ineens de leraar geschiedenis verdwijnen. Ondertussen is iedereen boven de vijftien jaar verdwenen, op hetzelfde moment, in heel Perdido Beach. Er breekt al snel een chaos uit, er zijn baby's en peuters die verzorging nodig hebben, maar er zijn geen volwassenen. Ook ligt de verbinding bij zowel mobiele telefoons, televisies en internet plat.
Er bevindt zich ook een vreemde muur waardoor ze opgesloten zitten. Het gebied, met de kerncentrale als middelpunt, noemen ze de FAKZ (Fall-Out Alley Kinder Zone) ((Engels: FAYZ)Fall-Out Alley Youth Zone). Ze zitten vast en kunnen niet meer verder. Maar dan ontdekken enkele kinderen onder de vijftien jaar, dat ze over een gave beschikken.
Buiten de stad bevindt zich ook een groep die hoort bij de school: Coates Academy, een school voor moeilijk opvoedbare kinderen.
Caine (de leider van het groepje) sluit zich bij Sam aan, en hij lijkt heel aardig te zijn. Maar al snel blijkt hij een kwaadaardige kant te hebben.
Wat moeten ze doen? En hoe moeten ze uit de handen blijven van het gemene groepje van Caine?
Er zijn heel veel vragen, maar heel weinig tijd, want Sam wordt bijna vijftien jaar.

## Personages
Hoofdpersonen
- Sam Temple: de veertienjarige Sam is de hoofdpersoon (vijftien aan het einde van het eerste boek). Hij ziet er goed uit, maar low profile in termen van uiterlijk. Sam heeft een bijzondere gave, als hij in paniek raakt of boos is, verschijnt er licht. Het licht wordt geprojecteerd uit zijn handpalmen en hij kan dingen ernstig verbranden en zelfs voorwerpen opblazen als hij niet voorzichtig is. Sam heeft een oogje op Astrid Ellison en zijn beste vriend is Quinn Gaither. Hij is bekend bij bijna iedereen in de school als Schoolbus Sam, doordat hij tijdens een busreis naar een schoolreisje, de bus heeft gered van het vallen in een ravijn. Hij nam het stuur over nadat de buschauffeur een hartaanval kreeg.
- Astrid Ellison: Astrid het Genie, zoals ze bekend is, is het slimste meisje van de school in Perdido Beach. Astrid heeft blond haar tot aan haar schouders en blauwe ogen, en ze kleedt zich graag in gesteven witte blouses. Ze is de ware liefde van Sam in de serie.
- Peter "Kleine Pete(y)" Ellison: Astrids vier jaar oude autistische broer wordt omschreven als meisjesachtig-mooi en een beetje vreemd, ook wel Pebiel genoemd door anderen omdat hij autistisch is. Hij heeft de macht om anderen, zichzelf en voorwerpen te teleporteren naar andere locaties. Pete reageert alleen op lokwoorden, zoals "stoel bij het raam" en "Happerdehap" en dergelijke; anders reageert hij bijna niet en houdt hij zijn aandacht gericht op zijn computerspelletje. Hij is veel gevaarlijker en machtiger dan op het eerste oog gezien.
- Quinn Gaither: is Sams beste vriend, die wordt omschreven als een "vreemd type" met de manier waarop hij zich kleedt en uit. Quinn is een surfer en hoewel hij groter en sterker is dan Sam, is hij geestelijk niet in staat om verwoestende gebeurtenissen te verwerken. In zijn angst denkt hij niet al te duidelijk en verraadt zijn vrienden om zichzelf te redden. Hij leunt op begeleiding van Sam voor het grootste deel van de tijd. Wanneer hij dingen doet voor zichzelf, eindigt hij verward of bang. Ondanks dit alles blijkt hij behulpzaam te zijn bij situaties waarin hij niet te bang is om iets te doen. Nadat Sam vrienden maakt met anderen, is Quinn opeens niet meer zo aardig als men denkt… Of toch wel?
- Lana Arwen Lazar: Lana reed met haar opa en haar hond Patrick in een oude pick-up op weg naar haar opa’s oude verlaten boerderij. Maar toen de grote verandering plaatsvond, crashte de auto en ze raakte zwaargewond, ze ontdekte dat ze een gave had: dat ze wonden kan laten genezen door middel van haar eigen aanraking.
- Edilio Escobar: is de nieuwe jongen op school die snel zijn waarde bewijst in de bende. Hij is verantwoordelijk voor het begraven van dode lichamen, die hij begraaft met behulp van een graafmachine. Hij is de enige bestuurder die bij Sam in de bus zat.
- Charles "Orc" Merriman: is een jongen van de bende. Hij heeft een meisje, Bette, vermoord. Zijn rechterhand is Howard, en zodra Orc ergens heen gaat, speelt Howard spion.
- Caine Soren: is een gemene jongen van Coates Academy. Hij lijkt in het begin moedig en aardig, maar slaat al snel om, wanneer hij wordt uitgeroepen tot baas van het verlaten stadje. Hij is het 3 minuten jongere tweelingbroertje van Sam en hij heeft ook een gave, hij kan personen of voorwerpen laten bewegen van afstand. Zijn helpster, Diana, "leest" mensen om te weten welke gave ze hebben, en hoeveel kracht door middel van een aantal streepjes (als de streepjes op een mobiele telefoon die de wifi-verbinding weergeven). Caine lijkt het sterkste, maar dan is er opeens Sam er met 4 streepjes net als Caine, en Caine is van plan die persoon te vermoorden.
- Diana Ladris: is de helper van Caine. Ze kan krachten van gaven aflezen van de andere kinderen, door middel van aanraking. Deze informatie geeft ze door aan Caine.
- Drake Merwin: is een gemene kwaadaardige jongen. Hij wordt omschreven als een sadistische psychopaat. Hij loopt vaak met een pistool rond, en zijn vader heeft hem geleerd hoe hij moet schieten. Hij doet niet agressief tegenover Caine, maar hij doet het voor zichzelf.

Overige personages
- Maria Terrafino: waakt over de kinderen en kleuters in het stadje en houdt ze rustig. Ze wordt aangeduid als "Moeder Maria" door de kleuters en andere jonge kinderen, die niet voor zichzelf kunnen zorgen.
- John Terrafino: is Maria's jongere broer. Hij helpt Maria met de kinderen.
- Computer Jack': is een jongen die veel weet over technische snufjes, vandaar zijn bijnaam. Caine heeft hem hard nodig, en is blij met hem. Hij is niet in de buurt zo harteloos als zijn leeftijdgenoten, maar in angst, hij stemt Caine helpen met wat hij nodig heeft. Het is Jack die ontdekt dat bij 'de poef iedereen van 15 jaar of ouder verdwijnt en hij ontdekt hoe het te voorkomen is. Hij heeft ook een kracht die zich bij hem manifesteert als bovenmenselijke kracht. Hij komt onder heerschappij van Diana, maar later wordt hij verplicht door Diana om zich aan te sluiten bij Sam.
- Albert Hillsborough: Albert runt de plaatselijke McDonald's die is vrijgekomen en verstrekt maaltijden voor de andere tieners en kinderen. Ook wel McDaddy genoemd.
- Howard Bassem: is een pestkop, Orcs trawant en zijn beste vriend. Hij heeft een talent voor het bedenken van bijnamen die blijven hangen, hij heeft onder andere de term FAKZ bedacht.
- Roedelleider: is een van de primaire antagonisten van het boek. Roedelleider besteedt groot deel van de roman aan Lana, zodat zij kunnen leren hoe de coyotes mensen doden. Na het nemen van Drake aan de Duisternis, sluit hij zich aan bij Caine.
- Constance "Connie" Temple: is de moeder van Sam en Caine en de verpleger op Coates Academie. Ze gaf Caine weg toen hij een baby was.
- Dahra Baidoo: is een meisje dat gedwongen de rol van arts opneemt, omdat ze ooit een cursus Eerste Hulp heeft gevolgd.
- Elwood Booker: is Dahra's vriendje.
- Tony "Cookie" Gilder: is een voormalige handlanger van Orc totdat hij ernstig gewond raakt, en vervolgens wordt genezen door Lana.
- Patrick: is Lana's trouwe hond.
- Brianna "De Wind": is een meisje uit Coates met de mogelijkheid om bovenmenselijk snel te rennen.
- Taylor: is een meisje uit Coates met de mogelijkheid om te teleporteren.
- Dekka: is een meisje uit Coates met de mogelijkheid om de zwaartekracht uit te schakelen in een bepaald gebied (diameter 5m).
- Bette: is een meisje dat door Orc gedood wordt voor het gebruik van haar gave.
- Worm: is een jongen die zichzelf met de omgeving kan laten versmelten met zijn gave, net als een kameleon.